# État de Karauli

Drapeau de l'État de Karauli.

L'État de Karauli était un État princier de l'Inde de 1348 à 1948. Il était centré sur la ville de Karauli.

## Histoire de la principauté
La principauté fut dirigée par des maharadjahs qui régnèrent jusqu'en 1948, date à laquelle elle fut intégrée à l'État du Matsya puis du Rajasthan en 1949.

## Dirigeants
Liste des maharadjahs de Karauli de 1772 à 1948 :
- 1772-1805 Manik Pal ;
- 1805 Amola Pal ;
- 1805-1838 Herbaksh Pal ;
- 1838-1848 Pratap Pal ;
- 1848-1852 Narsingh Pal ;
- 1852-1854 Bharat Pal ;
- 1854-1869 Madan Pal ;
- 1869-1875 Jaysingh Pal ;
- 1875-1886 Arjun Pal (+1886) ;
- 1886-1927 Bhanwar Pal (1864-1927) ;
- 1927-1947 Bhom Pal (1866-1947) ;
- 1947-1948 Ganesh Pal (+1984).